# Ян Ни
Ян Ни (на френски: Yan Ni) е китайско-френска художничка, поетеса и писателка, авторка на бестселъри в жанровете съвременен и исторически роман. Пише под псевдонима Шан Са (на френски: Shan Sa; на китайски: Shān Sà, 山飒).

## Биография и творчество
Ян Ни е родена на 26 октомври 1972 г. в Пекин, Китай, в академично семейство. Започва да пише още на седем години и да изучава китайската калиграфия и традиционната китайска живопис.
Първата ѝ стихосбирка е публикувана през 1983 г., за която печели първа награда на Национален конкурс за детска поезия за деца под 12 години, и става най-младата поетеса на страната си, предизвиквайки обществен дебат. Получава одобрението на поета Ай Цин, романистите Лиу Шинъу и Ян Уенджин, и литературния критик Сие Миан. Смятана е за голямата надежда на китайската съвременна литература, и още на 14 г. става член на Асоциацията на писателите на Пекин.
След студентските вълнения на площад „Тянанмън“ през юни 1989 г., и след завършване на гимназията, през 1990 г. напуска Пекин и се установява с баща си в Париж. Баща ѝ преподава известно време в Сорбоната преди да се върне в Китай, а тя получава стипендия за образование от Френското правителство. Учи философия в Парижкия университет, а след това история на изкуството в Училището на Лувъра. Заради страстта си към изкуството обикаля много от големите художествени галерии в Европа.
През 1994 г. се запознава с художника Балтус, майстор на фигуративната живопис от 20 век, и японската му съпруга художничката Сетсуко, в Швейцария, след което става техен секретар в периода 1994 – 1996 г. Преподава им уроци по цитра, калиграфия и изкуството на меча. Организира ретроспективни изложби на Балтус в Тайпе, Хонконг и Пекин. Започва сама да изучава западна живопис.
През двете години работа при Балтус започва да пише първия си роман. Романът ѝ „Вратата на небесния мир“ (Тянанмън) е публикуван през 1997 г. под псевдонима Шан Са, който е приет от поема, създадена по времето на династията Тан от Бай Джуяи. Книгата е удостоена с престижната френска литературна награда „Гонкур“ за дебют.
Следващият ѝ роман е удостоен с наградата „Каз“. През 2001 г. е публикуван успешният ѝ роман „Момичето, което играеше Го“, който също получава наградата „Гонкур“.
През 2003 г. романът ѝ „Императрицата“ става световен бестселър.
Произведенията на писателката са преведени на 32 езика.
През 2009 г. е удостоена със званието Кавалер на Френския легион за литература и изкуство. През 2011 г. е удостоена със званието Кавалер на Ордена на честта от Президента на Франция.
От самото начало на 21 век започва активно да рисува в постимпресионистичен стил като прави самостоятелни изложби в Париж, Ню Йорк, Маями, Токио, Нагоя, Шанхай, Ливан и Макао.

## Произведения

### Като Ян Ни
произведения издадени в Китай

#### Сборници
- Les Poèmes de Yan Ni (1983) – поезия
- Libellule rouge, recueil de poésie (1988) – поезия
- Neige, recueil de poésie (1989) – поезия
- Que le printemps revienne (1990) – разкази

### Като Шан Са
произведения издадени във Франция

#### Самостоятелни романи
- Porte de la paix céleste /Тянанмън/ (1997) – награда „Гонкур“ за дебют
- Les Quatre Vies du saule (1999) – награда „Каз“ (Cazes)
- La Joueuse de go (2001) – награда „Гонкур“ за студенти
Момичето, което играеше Го, изд. „Пулсио“ (2004), прев. Красимир Петров
- Impératrice (2003) – награда на читателите
Императрицата, изд. „Летера“ (2011), прев. Кристина Шабух
- Les Conspirateurs (2005)
- Alexandre et Alestria (2006)
- La Cithare nue (2010)

#### Серия „Цветята на китайската мисъл“ (Les Fleurs de la pensée chinoise)
1. Les Fleurs Antiques (2009)

#### Сборници
- Le Vent vif et le glaive rapide (2000) – поезия
- Le Miroir du calligraphe (2002) – поезия и картини